# Estatua de A'a de Rurutu
La Estatua de A'a de Rurutu es una escultura de madera que representa al dios polinesio A'a realizada en la isla del Pacífico de Rurutu en el archipiélago Austral. A principios del siglo XIX, los isleños donaron la escultura a la Sociedad Misionera de Londres (LMS) para conmemorar su conversión al cristianismo. Posteriormente fue llevado de vuelta a Inglaterra para ser exhibido, primero en el museo de la Sociedad Misionera de Londres y luego en el Museo Británico. La estatua es famosa por ser una de las mejores piezas supervivientes de escultura polinesia y, en el siglo XXI, la escultura es, según Julie Adams, curadora de la colección de Oceanía del Museo Británico, «una celebridad internacional».

## Descripción
La estatua es una figura antropomórfica de madera, de 117 cm de alto y 36 cm de ancho. Es, en opinión de Alfred Gell, «posiblemente la mejor pieza existente de escultura polinesia». La figura está hueca y tiene un panel trasero extraíble que permite acceder al interior. Los brazos de la escultura están tallados en alto relieve; sus piernas están separadas y ligeramente dobladas. La figura no tiene pies ni base, y se desconoce si los tenía cuando fue creada. La parte inferior de las piernas, el glúteo derecho y el brazo izquierdo de la escultura están dañados, y el pene está completamente roto. Si bien el resto del daño podría ser resultado del deterioro a lo largo del tiempo, la amputación del pene de la figura parece haber sido deliberada, aunque no se sabe si fue obra de los misioneros británicos o de los conversos polinesios.
En la superficie de la estatua están talladas treinta figuras más pequeñas. Muchas de las cuales están colocados para marcar características del cuerpo humano, como los ojos, la nariz y la boca, aunque algunas no corresponden obviamente con ninguna característica humana. Las figuras están talladas en dos estilos distintos: dieciséis de las figuras están de pie con los brazos sobre el torso, mientras que catorce yacen con los brazos y las piernas extendidos. Es posible que estos dos estilos distintos de las figuras estén destinados a representar formas masculinas y femeninas respectivamente. Estas figuras están distribuidas simétricamente a lo largo de la estatua, con la excepción de las del abdomen inferior, donde hay una figura erguida en el lado derecho y una figura extendida en el izquierdo. No está claro si esta asimetría fue deliberada.

## Historia

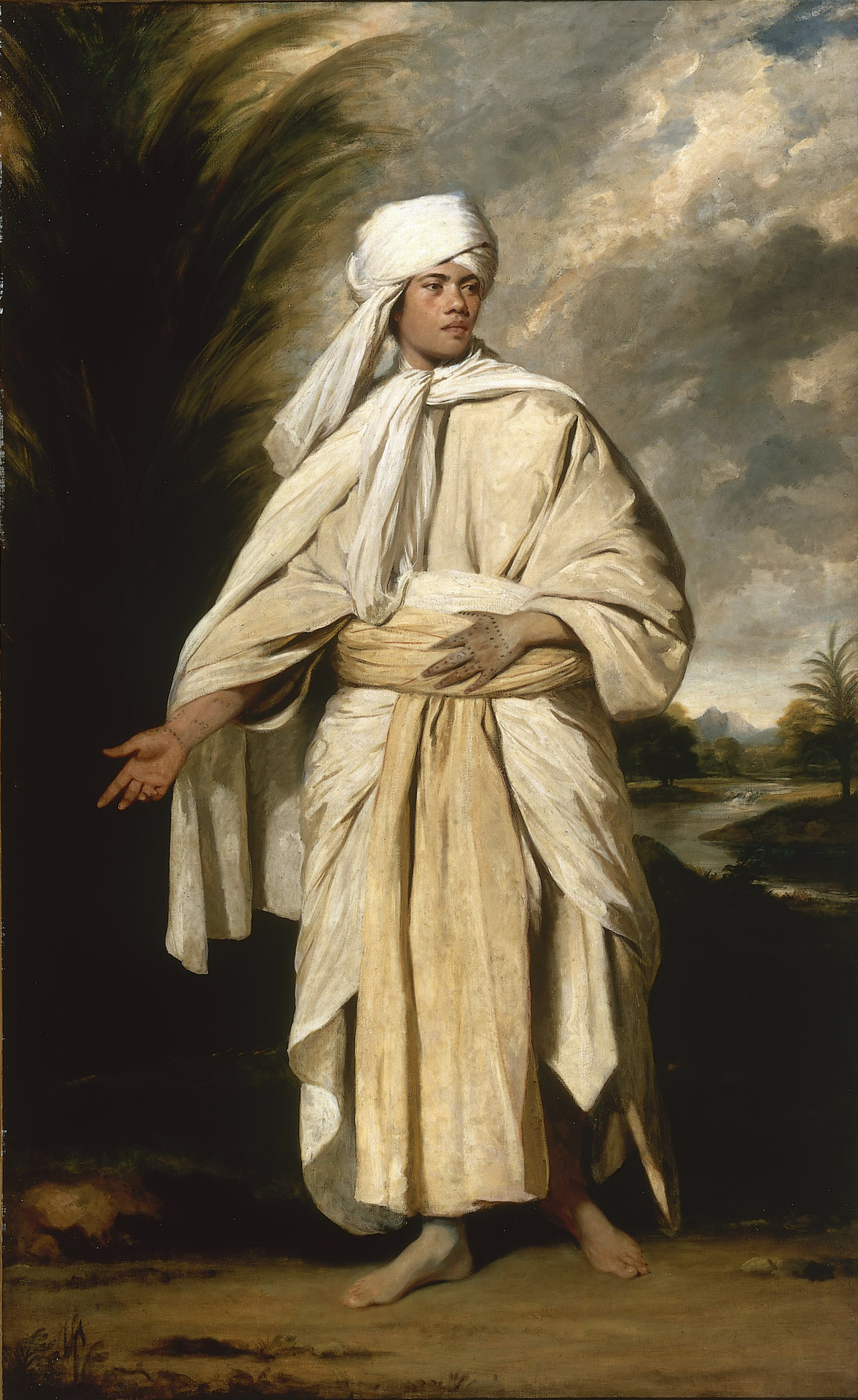
Retrato de Omai por Joshua Reynolds. Según una tradición de Rurutu, A'a fue tallada por Amaiterai, a quien se ha identificado con Omai, el segundo isleño del Pacífico que se sabe que visitó Europa.

La estatua de A'a se registra por primera vez en 1821 cuando, el 9 de agosto de ese año, fue presentada a los misioneros de la LMS en Raiatea, la segunda isla más grande de las Islas de la Sociedad en la Polinesia Francesa. Había sido traída allí desde Rurutu, donde fue elaborada. La escultura en sí podría ser mucho más antigua: la datación por radiocarbono realizada en 2015 sugiere que fue creada entre 1591 y 1647. Según la tradición de Rurutu, la figura está hecha de madera de pua keni keni (Fagraea berteriana), originaria de las islas del Pacífico oriental, aunque pruebas realizadas en 2015 sugirieren que la figura en realidad está hecha de madera de sándalo, posiblemente Santalum insulare. La estatua, probablemente, se realizó con herramientas de piedra, aunque si se hizo después de la llegada de los europeos a Polinesia en la década de 1760, es posible que también se hayan utilizado herramientas de hierro en su construcción. Para terminar y pulir la estatua se habrían utilizado raspas de piel de raya o de tiburón, hojas de árbol del pan, conchas de cauri y aceite de coco.
Según una tradición de Rurutu, la escultura fue tallada por Amaiterai, quien había visitado Londres y se encontró allí con el dios cristiano. Según esta historia, la cavidad originalmente albergaba tres figuras que representaban los tres elementos de la Trinidad. —Dios Padre, Dios Hijo y Dios Espíritu Santo—. Se ha sugerido que Amaiterai, en esta historia, era en realidad Omai, quien en 1774 se había convertido en el segundo isleño del Pacífico que visitó Europa. El nombre «Amaiterai», el legendario creador de A'a, puede ser una corrupción de «Omaiterai» u «Omai el Grande».
En 1821, el ídolo fue entregado a los misioneros de la Sociedad Misionera de Londres con sede en la isla de Raiatea, como símbolo de la conversión de los isleños al cristianismo. Estos misioneros la enviaron de vuelta a Londres y pasó a formar parte de la colección del museo LMS. A partir de 1890, dicho museo prestó gran parte de su colección de arte polinesio, incluida A'a, al Museo Británico; en 1911, el Museo adquirió la escultura. Actualmente no se exhibe en el museo, pero desde la década de 1980 se ha exhibido en todo el mundo, incluso en Nueva York, Canberra, París y Londres.  En 2023, el Museo Británico prestó la estatua al Musée de Tahiti et des Îles (Museo de Tahití y de las Islas) durante tres años.

## Contexto
Las obras adquiridas por el Museo Británico a la Sociedad Misionera de Londres constituyen algunas de las obras más conocidas del arte polinesio, entre ellas A'a. La estatua en sí, aunque forma parte de un corpus de figuras divinas polinesias con características tales como figuras más pequeñas en el cuerpo, cabeza grande y estómago redondeado, es, según Julie Adams, «reconocida por los expertos como una figura única en el arte polinesio». Una figura de dios de Rarotonga, también en la colección del Museo Británico, tiene tres figuras humanoides masculinas talladas en alto relieve en su torso, similares a las que cubren la estatua de A'a.

## Propósito
Cuando A'a fue llevado a los misioneros en 1821, se encontraron veinticuatro «pequeños dioses» dentro de su cavidad. Durante mucho tiempo se ha creído que A'a fue construido originalmente para contener a estos pequeños dioses. Sin embargo, el tamaño y la forma de la cavidad sugieren que originalmente fue creada para albergar otros objetos: una variedad de pequeños dioses también podrían haber estado alojados en una cavidad mucho más simple. El antropólogo Steven Hooper sostiene que, de hecho, la figura fue creada originalmente como un ataúd para albergar los huesos de un antepasado venerado; los pequeños dioses solo se colocaron en el interior de la estatua para facilitar su transporte a Raiatea.

## Identificación

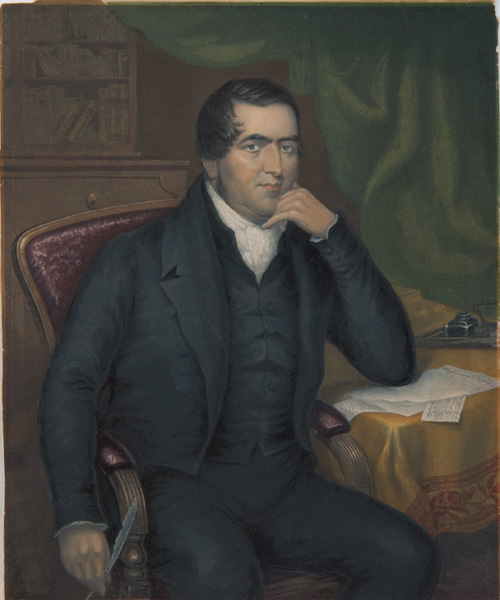
John Williams, quien presenció la presentación de la escultura a la LMS y la identificó como el dios polinesio A'a.

John Williams, uno de los misioneros que presenció la presentación de la estatua a la Sociedad Misionera de Londres (LMS) en Raiatea, identificó la escultura como una representación del dios «Aa», tanto en una carta de 1822 a los directores de la LMS informándoles que la escultura estaba siendo entregada, como en su libro de 1837 sobre sus experiencias en Polinesia. Lancelot Threlkeld, otro misionero cuyo barco trajo a los dioses de Rurutu a Raiatea, también describió la figura como «el gran dios Aa». Sin embargo, en 1824, la publicación Missionary Sketches de la LMS se refirió a la escultura como «Taaroa Upoo Vahu», nombre con el que también se registró la escultura en el catálogo del museo de la LMS de 1826. Según Julian Harding, «hay poca o ninguna evidencia» que respalde la identificación de Ellis de la figura como el dios Ta'aroa.
El nombre «A'a» no es conocido de otra manera en la cosmología polinesia, Pero Ta'aroa era un dios creador polinesio, aunque no conocido en las tradiciones indígenas de Rurutu: posiblemente porque el culto local de A'a lo había desplazado. La antropóloga Anne Lavondès sugiere que «A'a» era un término general para este tipo de figuras divinas, más que el nombre específico del dios en sí, mientras que el erudito Niel Gunson, especializado en historia del Pacífico, identifica a A'a como el dios padre Avatea.

## Copias
Después de que la estatua de A'a fuera prestada al Museo Británico, el museo hizo un molde de la figura para exhibirlo en una exposición en el museo de la LMS. Posteriormente se realizaron otros moldes a petición de museos de todo el mundo. Copias de la figura también han sido adquiridas por coleccionistas individuales, incluidos los artistas y pintores Roland Penrose, Pablo Picasso y Henry Moore, así mismo un molde del ídolo se exhibe hoy en la oficina del alcalde en Rurutu.

### Libros
- Adams, Julie; Hooper, Steven; Nuku, Maia (2016). A'a: A Deity from Polynesia. London: The British Museum Press.
- Gell, Alfred (1998). Art and Agency: An Anthropological Theory. Oxford: Clarendon Press.
- Lavondès, Anne (1996). «L'histoire de A'A de Rurutu et l'évolution des mythes».  En Julien, M.; Orliac, M.; Gérard, Bertrand; Lavondès, Anne; Lavondès, H.; Robineau, Claude, eds. Mémoire de pierre, mémoire d'homme: tradition et archéologie en Océanie: hommage à José Garanger. Paris: Publications de la Sorbonne.
- Fagg, W. B., ed. (1970). The Tribal Image: Wooden Figure Sculpture of the World. London: British Museum. ISBN 9780714115092. (requiere registro).
- Caygill, M., ed. (1999). The British Museum A-Z Companion. London: Fitzroy Dearborn Publishers. ISBN 978-1579583033.

### Revistas
- Hooper, Steven (2007). «Embodying Divinity: The Life of A'a». The Journal of the Polynesian Society 116 (2).
- Gunson, Niel (2014). «Sacred Gods From Polynesia». The Journal of Pacific History 49 (4): 501-507. S2CID 161692694. doi:10.1080/00223344.2014.975912.